# Rund um den Henninger-Turm 1962
Il Rund um den Henninger-Turm 1962, prima edizione della corsa, si svolse il 13 maggio su un percorso di 255 km, con partenza e arrivo a Francoforte sul Meno. Fu vinto dal belga Armand Desmet della squadra Flandria-Faema davanti all'olandese Huub Zilverberg e all'altro belga Rik Van Looy.

## Ordine d'arrivo (Top 10)
| Pos. | Corridore                | Squadra                  | Tempo    |
| ---- | ------------------------ | ------------------------ | -------- |
| 1    | Armand Desmet            | Flandria-Faema           | 7h02'15" |
| 2    | Huub Zilverberg          | Flandria-Faema           | a 3'20"  |
| 3    | Rik Van Looy             | Flandria-Faema           | a 5'30"  |
| 4    | Piet Damen               | Libertas                 | s.t.     |
| 5    | Edgard Sorgeloos         | Flandria-Faema           | s.t.     |
| 6    | Hans Junkermann          | Wiel's-Groene Leeuw      | s.t.     |
| 7    | Piet van Est             | Flandria-Faema           | s.t.     |
| 8    | Jan Janssen              | Pelforth-Sauvage-Lejeune | s.t.     |
| 9    | Jacques van der Klundert | Locomotief-Vredestein    | s.t.     |
| 10   | Guillaume Van Tongerloo  | Flandria-Faema           | s.t.     |